# Polyrhachis lachesis
Polyrhachis lachesis é uma espécie de formiga do gênero Polyrhachis, pertencente à subfamília Formicinae.